# Xanh
Xanh là một từ ngữ chỉ màu sắc trong tiếng Việt. Từ này khi đứng riêng có nghĩa khá mơ hồ, có thể dùng để miêu tả nhiều dải màu khác nhau nhưng tựu trung mang một trong hai sắc thái chính là Màu lam (blue) và Màu lục (green). Chữ Hán 青 (thanh theo phiên âm Hán Việt, qīng theo pīnyīn) cũng thể hiện sự mơ hồ về màu sắc tương tự như vậy. Một số màu xanh cụ thể:
- Xanh Ba Tư
- Xanh berin
- Xanh cô ban
- Xanh crôm
- Xanh da trời
- Xanh lá cây
- Xanh lam
- Xanh lục bảo
- Xanh lơ
- Xanh nõn chuối
- Xanh Phổ
- Xanh Thổ
- Xanh thủy tinh

Ngoài ra, xanh còn là một dụng cụ dùng để xào nấu thức ăn, thường bằng đồng, đáy bằng, thành đứng, có hai quai.